# Joan Colom
Joan Colom i Altemir (Barcelona, 1921-3 de septiembre de 2017) fue un fotógrafo español, uno de los pioneros en la composición de series fotográficas.

## Biografía
Nació en 1921 en Barcelona. Tras estudiar contabilidad y trabajar en una empresa se inició, de forma autodidacta, en el mundo de la fotografía ingresando en 1957 en la Agrupación Fotográfica de Cataluña (AFC). Asimismo en 1960 participó en la creación del grupo artístico "El Mussol".
En 2002 fue galardonado con el Premio Nacional de Fotografía concedido por el Ministerio de Cultura de España, en 2003 con la Medalla de Oro al Mérito Cultural concedida por el Ayuntamiento de Barcelona, en 2004 con el Premio Nacional de Artes Visuales y en 2006 con la Cruz de San Jorge, concedidas estas dos últimas distinciones por la Generalidad de Cataluña.
Falleció el 3 de septiembre de 2017 a la edad de 96 años.

## Actividad fotográfica
En 1958 inició su actividad presentando una serie de fotografías al IV Salón Internacional de Fotografía de Murcia, del cual recibió el séptimo premio. Ese año empezó a interesarse por la realidad existente en el Barrio Chino de Barcelona, el actual barrio de El Raval, convirtiéndose en uno de los principales ojos de la realidad existente.
En 1962 viajó a París seleccionado en una muestra de la fotografía española del momento, al lado, entre otros, de Xavier Miserachs y Oriol Maspons y agrupados en el movimiento denominado "Nova Vanguàrdia", los cuales serían los precursores de la composición en series fotográficas, e inspirados fuertemente en los trabajos de Francesc Catalá Roca, Cartier-Bresson o Man Ray. 